# Artur Domosławski

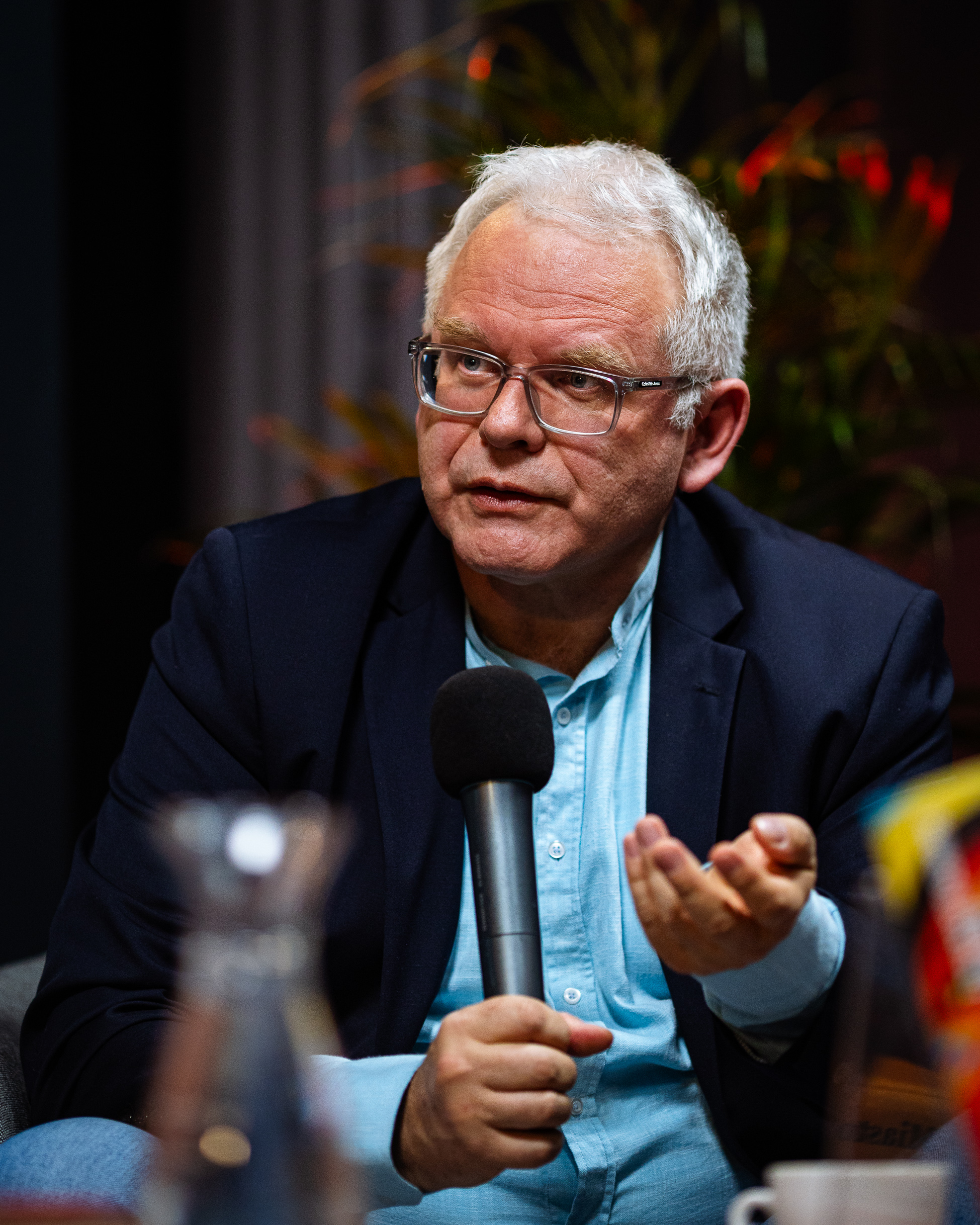
Artur Domosławski (2025)

Artur Domosławski (* 1967) ist ein polnischer Reporter, Journalist und Autor.

## Leben
Domosławski studierte Theaterwissenschaften an der Aleksander-Zelwerowicz-Theaterakademie Warschau und wandte sich nach dem Abschluss 1993 dem Journalismus zu, nachdem er bereits 1988 für ein Jahr in Lateinamerika gewesen war und von dort Reportagen geschrieben hatte. Für zwei Jahrzehnte arbeitete er für die Tageszeitung Gazeta Wyborcza, seit 2011 schreibt er für das Nachrichtenmagazin Polityka. Er schreibt auch für die polnische Ausgabe von Le Monde diplomatique. Er hat seine Reportagen in mehreren Büchern zusammengefasst.
Domosławski war 2005/06 Knight Fellow an der Stanford University.
2010 erschien seine Biografie über Ryszard Kapuściński, dessen Schüler und Freund er war. Das Buch wurde in Polen kontrovers diskutiert, da  in Polen nur wenigen an einer Entzauberung der Reporter-Legende gelegen ist. Für das Buch erhielt er 2010 den Preis „Dziennikarz Roku“.

## Schriften (Auswahl)
- Chrystus bez karabinu: o pontyfikacie Jana Pawła, Warschau 1999
- Świat nie na sprzedaż: rozmowy o globalizacji i kontestacji, Warschau 2002
- Gorączka latynoamerykańska, Warschau 2004
- Ameryka zbuntowana. Siedemnaście dialogów o ciemnych stronach imperium wolności, Warschau 2007
- Kapuściński non-fiction, Świat Książki, Warschau 2010
  - Ryszard Kapuscinski – Leben und Wahrheit eines Jahrhundertreporters. Aus dem Polnischen von Antje Ritter-Jasińska und Benjamin Voelkel. Rotbuch Verlag, Zürich 2014
- Śmierć w Amazonii, Wielka Litera Sp. z o.o., Warschau 2013
- Wygnaniec. 21 scen z życia Zygmunta Baumana, Warschau 2021